# Aldea San Juan
Aldea San Juan é uma junta de governo da Entre Ríos, na Argentina.